# Stensnäs herrgård, Västerviks kommun
Stensnäs är en herrgård och ett före detta säteri i Västerviks kommun. Gården är vackert belägen i Ukna församling vid Storsjöns norra ända. Huvudbyggnadens mittparti härrör troligen från 1700-talet.

## Historia
På 1500-talet ägdes Stensnäs av ståthållaren på Kalmar slott, Christoffer Andersson Grip (halshuggen) och sonen assessor Christoffer Grip (Gyllengrip). Från 1622 tillhörde egendomen medlemmar av släkten Gyllenstierna af Lundholmen och från 1685 medlemmar av släkten Lewenhaupt. Från mitten av 1700-talet var släkten Boije ägare. 
År 1782 såldes det då mycket stora godset till ryttmästaren greve L. Sparre, som snart avyttrade det till Charles Emil Lewenhaupt d. y. på Nygård. Genom byte kom Stensnäs 1824 till friherre Jan Carl Adelswärd. Genom hans dotter gick gården till Adolphe Stackelberg, kallad "läsargreven". Denne var en av förgrundsgestalterna inom den småländska väckelserörelsen på 1850- och 1860-talen som samlade de underlydande till bibel- och bönestunder på Stensnäs. Till den mycket stora egendomen hörde även Överums bruk.
År 1891 styckades godset. På 1950-talet disponerades Stensnäs av greveparet Berndt och Margareta Stackelberg och fortfarande ägs godset av medlemmar i familjen Stackelberg, för närvarande (2020) av Wolter Stackelberg.

### Interiörbilder

Historiska interiörbilder från 1920-talet
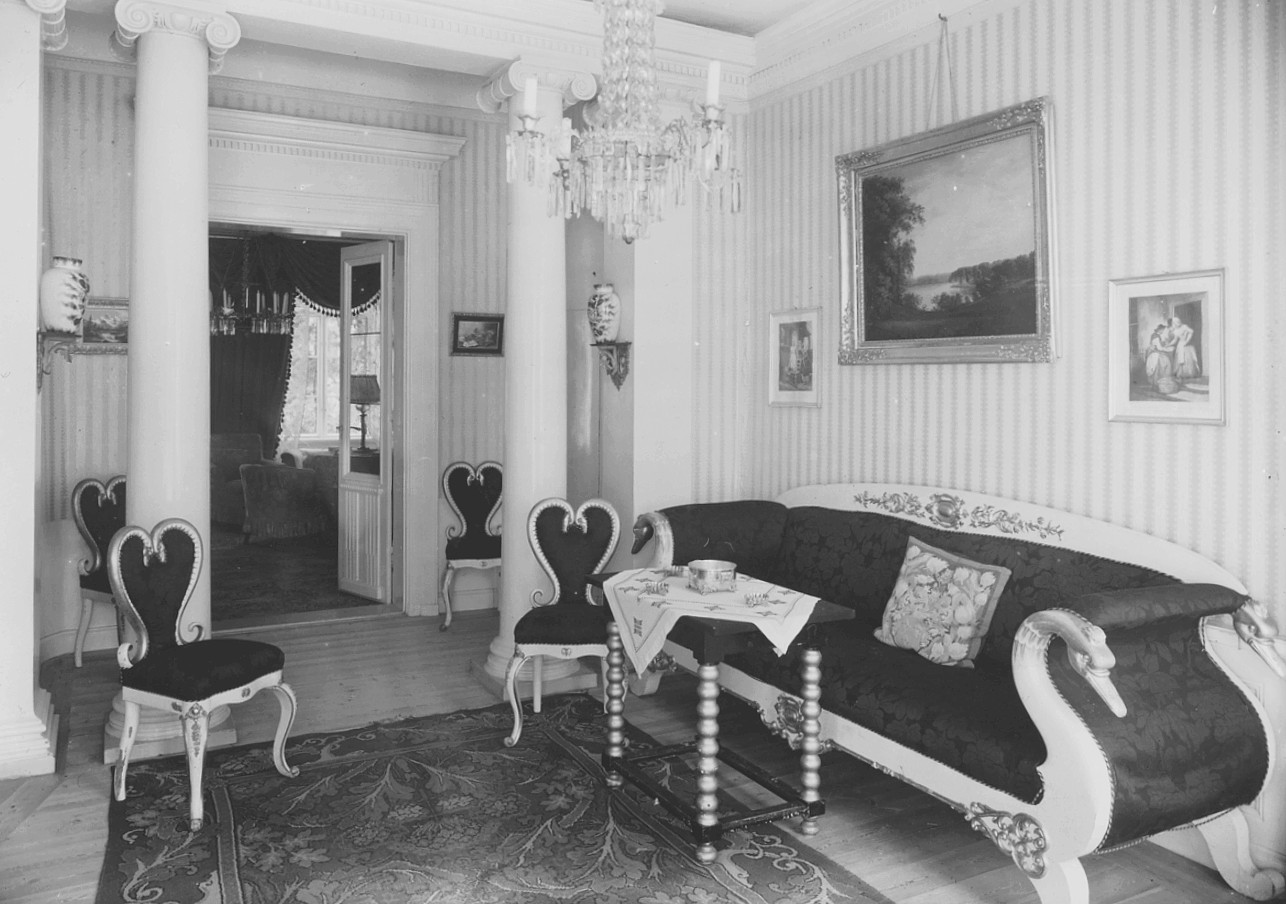
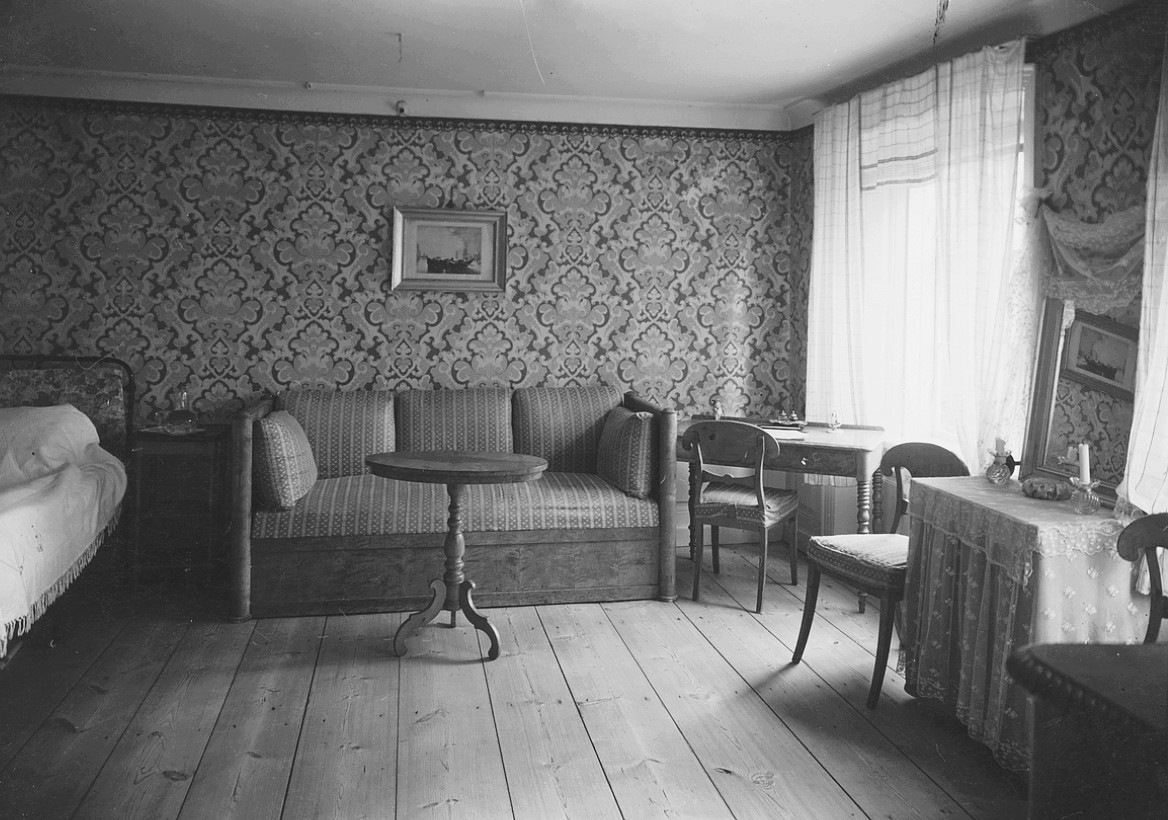
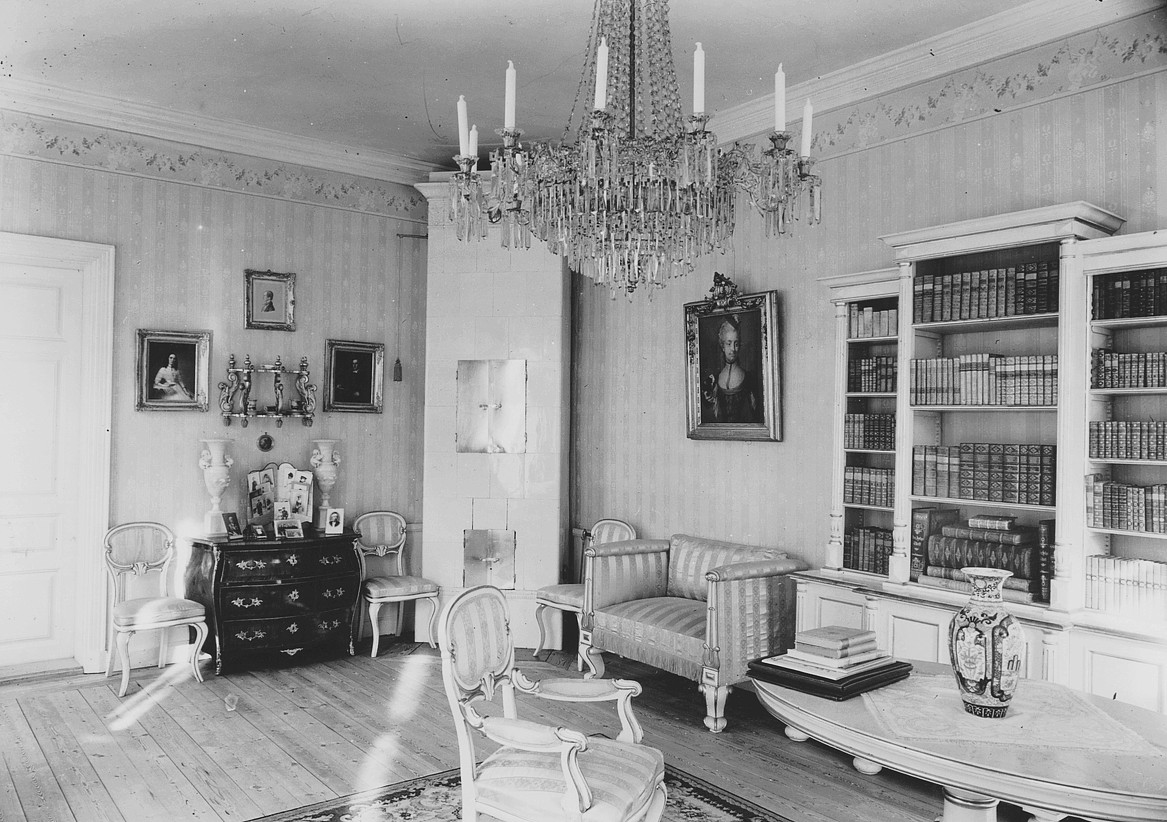
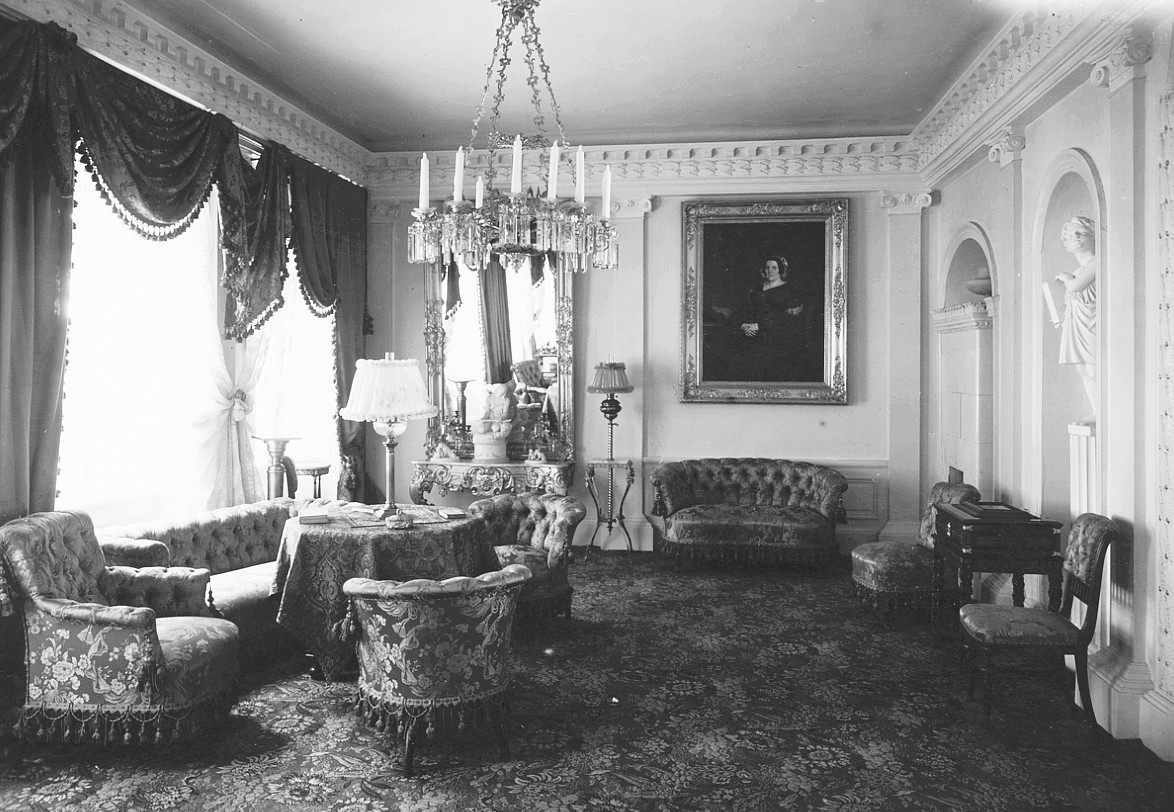

### Bebyggelsen

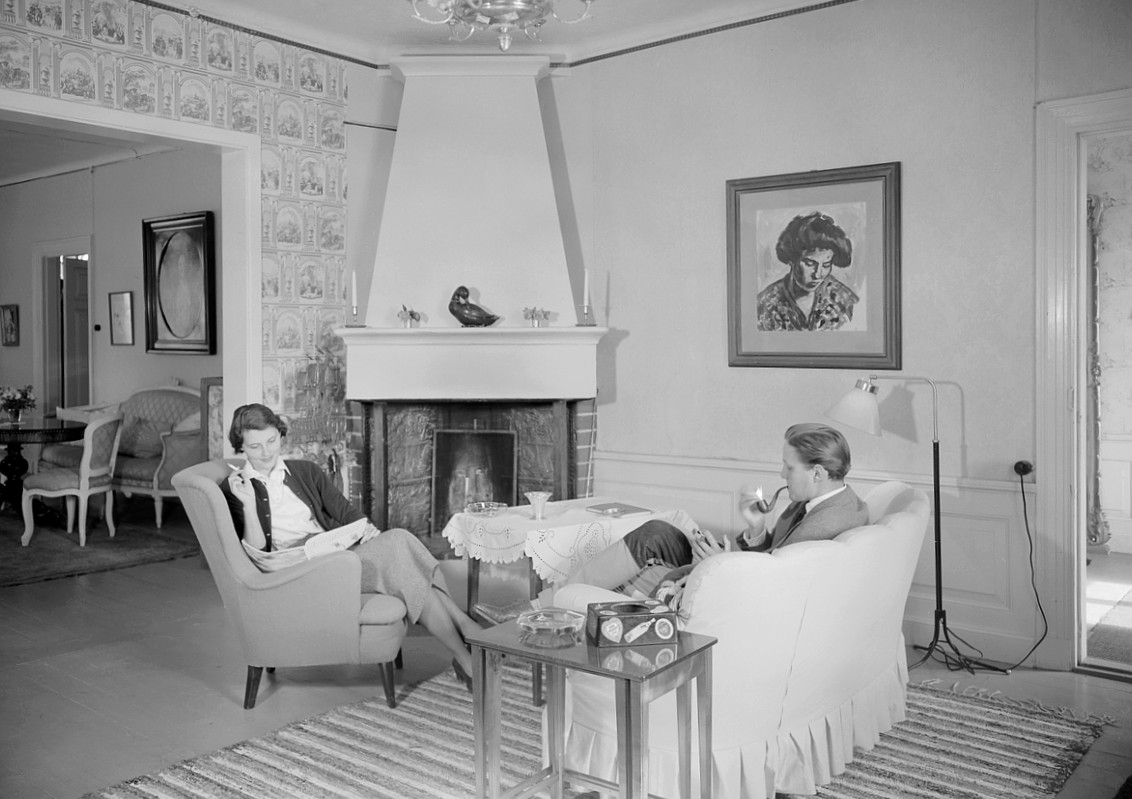
Berndt och Margareta Stackelberg, 1952.

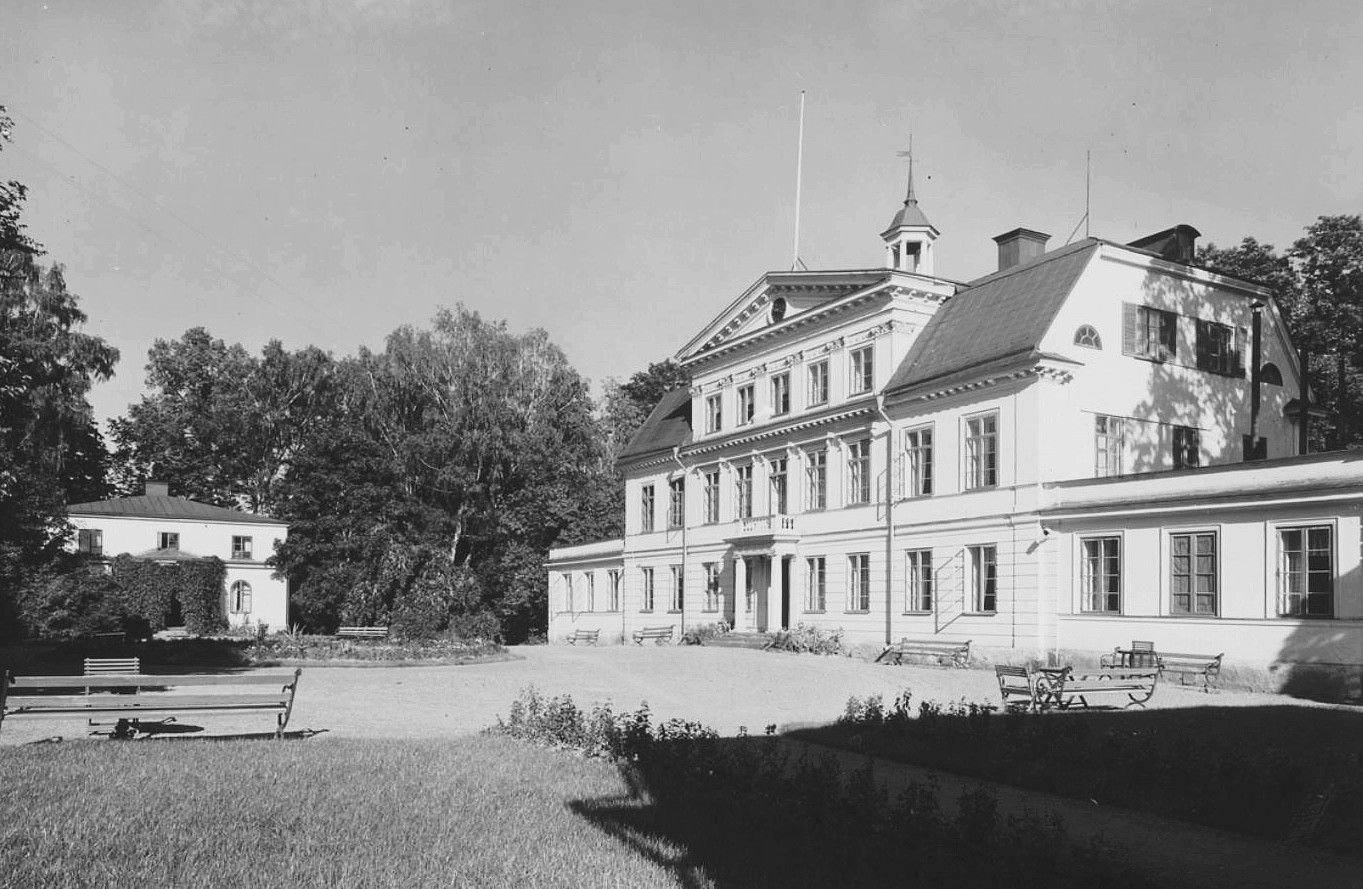
Stensnäs huvudbyggnad 1952.

Huvudbebyggelsen nås från länsväg 882 via en cirka 550 meter lång, rak allé som fortsätter mot sydost och slutar i en brygga i Storsjön. Corps de logi är en stor byggnad med högre mittparti och två så kallade pocher, med huvudbyggnaden sammanbyggda flyglar i en våning. Mittpartiet är uppfört i två våningar med en fem fönsteraxlars bred frontespis samt brutet och valmat tak vilket kröns av en lanternin. Mittpartiet går möjligen tillbaka till 1700-talet medan de båda pocherna tillkom sannolikt vid mitten av 1800-talet. Vid den tiden fick hela byggnadens exteriör sitt nuvarande utseende.
Huvudbyggnaden flankeras av två fristående flyglar, en i norr och en i söder. Flyglarnas grundplaner är närmast kvadratiska och exteriören typiskt för empiren stilriktning. I bottenvåningen märks rundbågiga fönster, i övervåningen och sluttningsplanet är de raka. En rikt profilerad list skiljer bottenvåningen och övervåningen åt. Fasaden indelas av platta pilastrar. Flyglarna täcks av ett mycket flackt pyramidtak med en skorsten på toppen. I den norra flygeln ligger salen, där greve Reinhold Adolphe Louis Stackelberg höll sina berömda uppbyggelsemöten vid mitten av 1800-talet.
Söder om slottet ligger trädgården, som i tre terrasser sänka sig mot sjön. Gårdens arbetarbostäder och ekonomibyggnader samlas längs med bruksvägen som förbinder huvudbyggnaden med länsväg 888 i nordost.

### Nutida bilder

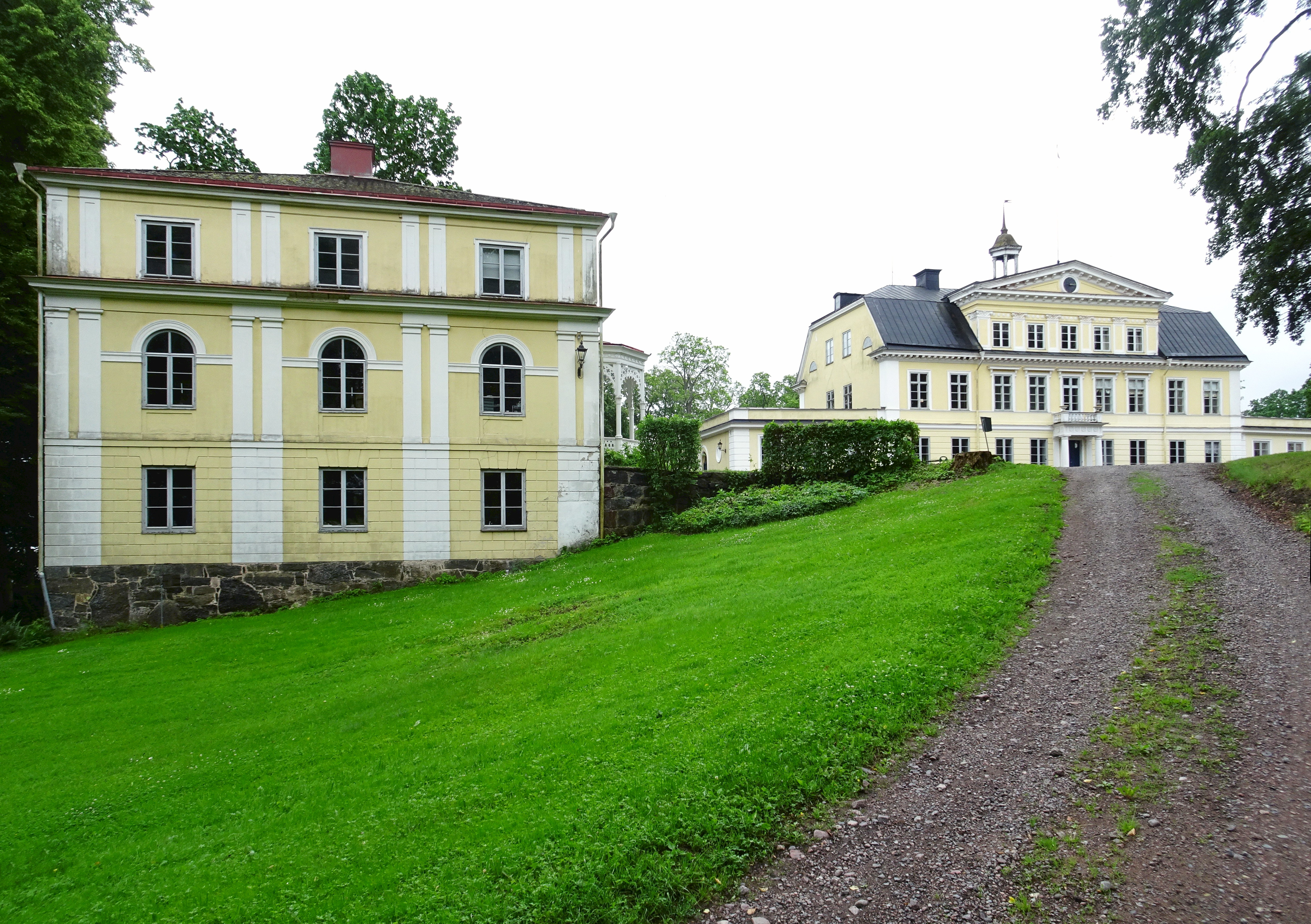
Norra flygeln och huvudbyggnaden.
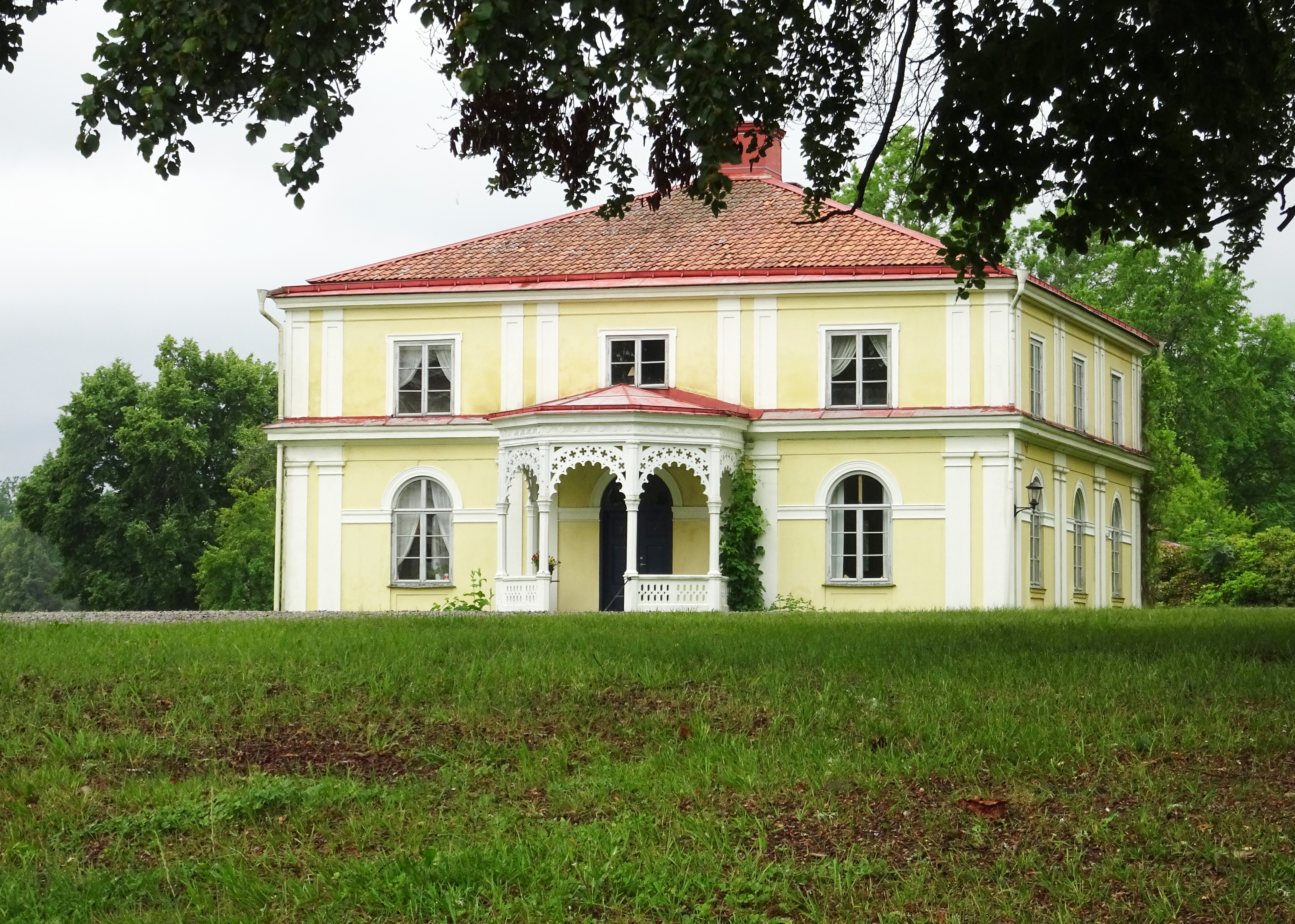
Södra flygeln.
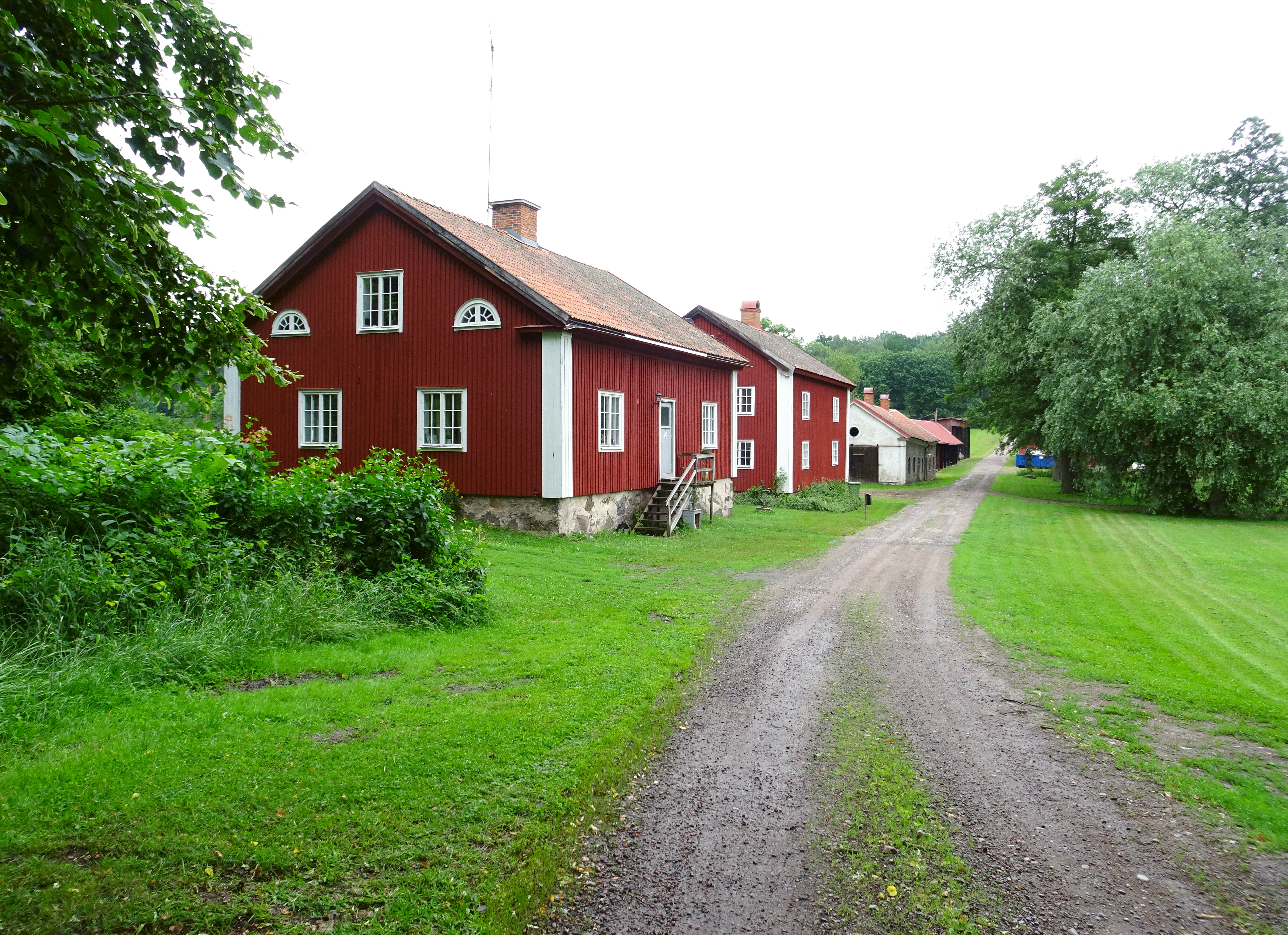
Arbetarbostäder och ekonomibyggnader.